# Gusztáv takarékos
A Gusztáv takarékos a Gusztáv című rajzfilmsorozat második évadának tizenhatodik epizódja.

## Rövid tartalom
Gusztáv egész életében arra gyűjt, hogy vehessen egy mozdonyt.

## Alkotók
- Rendezte és tervezte: Temesi Miklós
- Írta: Nepp József
- Zenéjét szerezte: Kovács Béla
- Operatőr: Henrik Irén
- Hangmérnök: Horváth Domonkos
- Vágó: Czipauer János
- Háttér: Szálas Gabriella
- Rajzolták: Kaszner Margit, Vörös Gizella, Zsilli Mária
- Színes technika: Dobrányi Géza, Kun Irén
- Gyártásvezető: Kunz Román

Készítette a Pannónia Filmstúdió.